# Subcancilla
Subcancilla är ett släkte av snäckor. Subcancilla ingår i familjen Mitridae.
Kladogram enligt Catalogue of Life:
| Subcancilla | \| \| Subcancilla attenuata \| \| \| \| \| \| Subcancilla erythrogramma \| \| \| \| \| \| Subcancilla flammea \| \| \| \| \| \| Subcancilla foveolata \| \| \| \| \| \| Subcancilla gigantea \| \| \| \| \| \| Subcancilla lopesi \| \| \| \| \| \| Subcancilla phorminx \| \| \| \| \| \| Subcancilla sulcata \| \| \| \| |
|             | \| \| Subcancilla attenuata \| \| \| \| \| \| Subcancilla erythrogramma \| \| \| \| \| \| Subcancilla flammea \| \| \| \| \| \| Subcancilla foveolata \| \| \| \| \| \| Subcancilla gigantea \| \| \| \| \| \| Subcancilla lopesi \| \| \| \| \| \| Subcancilla phorminx \| \| \| \| \| \| Subcancilla sulcata \| \| \| \| |
|             | Cancilla |
|             | |
|             | Mitra |
|             | |
|             | Neocancilla |
|             | |
|             | Subcancilla attenuata |
|             | |
|             | Subcancilla erythrogramma |
|             | |
|             | Subcancilla flammea |
|             | |
|             | Subcancilla foveolata |
|             | |
|             | Subcancilla gigantea |
|             | |
|             | Subcancilla lopesi |
|             | |
|             | Subcancilla phorminx |
|             | |
|             | Subcancilla sulcata |
|             | |

|  | Subcancilla attenuata     |
|  |                           |
|  | Subcancilla erythrogramma |
|  |                           |
|  | Subcancilla flammea       |
|  |                           |
|  | Subcancilla foveolata     |
|  |                           |
|  | Subcancilla gigantea      |
|  |                           |
|  | Subcancilla lopesi        |
|  |                           |
|  | Subcancilla phorminx      |
|  |                           |
|  | Subcancilla sulcata       |
|  |                           |